# 中華民國田徑協會
中華民國田徑協會（英語：Chinese Taipei Athletics Association，CTTFA；中華臺北田徑協會）為世界田徑總會會員國，也是中華民國田徑運動官方代表。

## 簡介
中華田協最早於1955年9月成立，原名為中華民國田徑委員會，第一任主任委員是關頌聲，1973年重新改組為中華民國田徑協會第一屆理事長為王惕吾，迄今已第十二屆，現任理事長為葉政彥。本會在國際的會籍原為臺灣田徑協會，1969年八月由國際田徑總會通過正名為中華民國田徑協會「Republic of China Track & Field Association」，其後復改為中華臺北田徑協會「Chinese Taipei Track & Field Association」，2015年英文名稱更名為「Chinese Taipei Athletics Association」。
中華田協成立宗旨為發展田徑運動，辦理全國性及國際性之田徑比賽，以提高技術水準，培養國民健康，發揮運動精神。中華田協為代表中華民國參加國際田徑組織之唯一團體。中華田協為培訓選手及舉辦各級田徑比賽，建立良好教練制度、裁判制度、田徑場地認證與賽事成績認證制度。
中華田協為推廣會務，下設7個委員會，每年並定期召開會員大會及理監事會議。為加強與各縣市田徑委員會之聯繫及溝通協調，並不定期召開聯誼會及座談會。中華田協每年定期舉辦約50項次國內活動及參加約20項次國際性活動，除競技性活動外，亦經常舉辦推廣性活動，以普及各年齡層之運動人口及提昇競技水準。

## 相關事件

### 栽培特優選手，國外移地訓練
- 中華田協於2007年起與體委會一同贊助鉛球選手張銘煌、林家瑩和標槍選手周宜辰前往德國柏林接受鉛球教練維爾納·戈德曼(Werner Goldmann)與標槍教練Winfried Heinicke，為北京奧運進行移地訓練。藉此再度打開利用國際資源強化臺灣運動選手的大門，
- 2010年張銘煌前往美國喬治亞大學接受Donald Babbitt教練指導，為廣州亞運備戰，直到里約奧運。
- 2012年中華田協再度送女子鉛球好手林家瑩前往美國喬治亞大學加入張銘煌接受Donald Babbitt教練指導，為倫敦奧運備戰。林家瑩也在倫敦奧運再破全國紀錄。
- 2014年中華田協再度送張銘煌、李采懌與王耀輝前往美國喬治亞大學接受Donald Babbitt教練指導，陳傑接受喬治亞大學Jon Stuart教練指導，為仁川亞運備戰。
- 2015-2016年張銘煌前往美國喬治亞大學接受Donald Babbitt教練指導，中華田協也送在2015年亞洲排名第一的男子400公尺跨欄選手陳傑前往南密西西比大學接受Jon Stuart教練指導，為里約奧運備戰。[1]
- 2016上半年中華田協為了讓臺灣最佳200公尺短跑選手楊俊瀚達到里約奧運參賽標準，因此在與體育署合資下送楊俊瀚前往美國IMG Academy接受Loren Seagrave教練指導；向俊賢前往瑞典Karlstad接受斯特凡·霍尔姆(Stefan Holm)教練指導；黃士峰、鄭兆村與張竹前往瑞典Karlstad接受Anders Borgström教練訓練，為里約奧運備戰。[1]

### 國際事務與選舉
中華田協自2011年起，受到體育署以及協會理事長的贊助，策略性地在國際事務方面深耕。在國際賽事的舉辦、國外貴賓邀請交流、國外移地訓練、各項國際正式錦標賽的積極參與，加上體育署於2015年的專家學者推動國際事務專案的經費補助支持下，讓中華田協的國際事務觸腳不僅遍及亞洲，更與歐洲田徑開始連結。中華田協已近兩年的時間積極地耕耘，也讓王景成秘書長順利當選亞洲田徑總會獨立理事，為我國田徑帶來更多資源，也提升我國在亞洲體壇的地位。
- 2013 亞洲田徑總會於印度Pune亞洲田徑錦標賽暨會員國大會舉行理事會選舉，王景成秘書長當選亞洲田徑總會獨立理事(Individual Council Member)，為中華民國田徑史上第一位在國際田徑組織取得獨立理事席次。另外鄭世忠副秘書長亦當選醫療委員會委員(Medical Committee)。
- 2015亞洲田徑總會於中國武漢亞洲田徑錦標賽暨會員國大會舉行理事會選舉，王景成秘書長獲得連任亞洲田徑總會獨立理事(Individual Council Member)，鄭世忠副秘書長獲理事會提名通過連任醫療委員會委員(Medical Committee)。[2]
- 2019亞洲田徑總會於卡達杜哈亞洲田徑錦標賽暨會員國大會舉行理事會選舉，王景成秘書長獲得連任亞洲田徑總會獨立理事(Individual Council Member)，鄭世忠副秘書長獲理事會提名通過連任醫療委員會委員(Medical Committee)。[3]

### 臺灣國際田徑公開賽
臺灣國際田徑公開賽為中華民國田徑協會年度自辦國際賽事，從三十幾年前到至今更名多次，例如：國際錦標賽、國際邀請賽、國際公開賽、國際友誼賽..等等。自2012年起，每年邀請數名奧運與世錦賽金牌選手參賽，以刺激國內運動員成績。

### 新北市萬金石馬拉松，臺灣首場標籤賽事
2014年新北市政府體育處與中華民國田徑協會首次攜手合作，為臺灣打造第一場國際田徑總會路跑標籤賽事。在日籍觀察員関幸生(Yukio SEKI)指導下，順利於2014年底取得國際田總路跑銅標籤(IAAF Road Race Bronze Label)，並在2015年於國際田徑總會副主席(Sergey Bubka)見證下，進行臺灣第一場銅標籤認證賽事。這場賽事出動600多名警力進行交通管制與維安，為全臺灣唯一一場全程賽道封路最安全的路跑賽事

### 撐竿跳事件
- 中華隊青少年撐竿跳國手17歲小將葉耀文，2015年7月出國到哥倫比亞參加世界青少年田徑錦標賽，因為沒有竿子被強迫棄權。哥倫比亞田徑協會在賽前數週才發現多數飛機航班皆不接受撐竿跳竿子運送，多國選手在抵達會場後也無法參加。哥倫比亞田徑協會答應各國的熱身與場上使用的竿子皆為成人使用規格，因此受到各國責難。對此中華民國田徑協會祕書長王景成說雖然哥倫比亞田徑協事先書面郵件承諾會在賽事中提供竿子，但因大會內部聯繫問題未能遵守承諾。[8][9]

新北市萬金石馬拉松，臺灣首場銀標籤賽事
- 2017年新北市政府與中華民國田徑協會一同合作向國際田徑總會申請路跑銀標籤認證，在2017年12月獲得升級認證，正式成為臺灣第一場國際田總認證銀標籤路跑賽事[10]。

## 賽事
- 全國田徑錦標賽
- 全國青年盃田徑錦標賽
- 新北市萬金石馬拉松
- 南投國際室內撐竿跳高邀請賽
- 全國大專校院田徑公開賽
- 全國小學田徑錦標賽
- 全國國民中學田徑錦標賽
- 全國中等學校田徑錦標賽

## 外部連結
- 官方網站（页面存档备份，存于）